# اندیس مس ملک گوری (۲)
مس ملک گوری (۲) یک اندیس فلزی است که در  استان سیستان و بلوچستان قرار دارد و مادهٔ معدنی موجود در آن، مس است.  